# Högsjön (Risinge socken, Östergötland)
Högsjön är en sjö i Finspångs kommun i Östergötland och ingår i Motala ströms huvudavrinningsområde. Sjön har en area på 0,543 kvadratkilometer och ligger 58,4 meter över havet.

## Delavrinningsområde
Högsjön ingår i det delavrinningsområde (652109-149238) som SMHI kallar för Inloppet i Ormlången. Medelhöjden är 67 meter över havet och ytan är 17,02 kvadratkilometer. Det finns ett avrinningsområde uppströms, och räknas det in blir den ackumulerade arean 35,78 kvadratkilometer. Vattendraget som avvattnar avrinningsområdet har biflödesordning 3, vilket innebär att vattnet flödar genom totalt 3 vattendrag innan det når havet efter 46 kilometer. Avrinningsområdet består mestadels av skog (84 procent). Avrinningsområdet har 0,69 kvadratkilometer vattenytor vilket ger det en sjöprocent på 4,1 procent.